# The Wicker Man (2006)
The Wicker Man is een Amerikaanse/Canadese/Duitse horrorfilm uit 2006, geregisseerd door Neil LaBute. Het is een remake van de Britse film uit 1973. Onder andere Nicolas Cage en Ellen Burstyn spelen in de film. De film kreeg slechte recensies.

## Verhaal
Op een dag ziet politieagent Edward Malus (Nicolas Cage) een vrouw en haar dochtertje voor zijn ogen verongelukken en levend verbranden en kan hier maar moeilijk overheen komen. Als er een brief komt van zijn ex-vrouw Willow (Kate Beahan), met het nieuws dat haar dochtertje Rowan (Erika Shaye Gair) vermist wordt, vertrekt hij naar een mysterieus eiland waar zij nu woont om haar te helpen.
Op het eiland is Zuster Summerslisle de baas, en wordt als een soort Godin behandeld. Ze leven er van honing, maar de laatste oogst ging heel slecht. Edward vraagt de bewoners van het eiland naar Rowan, maar die vertellen hem niets en ontkennen dat er een meisje is verdwenen. Hij ziet ook twee mensen een zak dragen waar bloed uit lijkt te druppelen en vindt een vers graf. Daar blijkt alleen maar een pop in te zitten, Rowan's pop, die is verbrand. Willow vertelt hem dat Rowan zijn dochter is, wat ervoor zorgt dat hij haar alleen nog maar sneller wil vinden.
In de dorpsschool vraagt Edward of ze Rowan kennen, maar niemand lijkt haar te kennen of zelfs maar van haar bestaan te weten. Zelfs de lerares, zuster Rose (Molly Parker), ontkent dat een van haar leerlingen is verdwenen. Edward vindt een lijst waar de namen van de leerlingen opstaan en ziet dat die van Rowan is doorgestreept. Als hij de lerares hiermee confronteert zegt zij dat Rowan dood is. Ze zegt: "Ze zal verbranden", maar verbetert zichzelf en zegt "Ze is verbrand". Hierdoor gelooft Edward niet dat Rowan dood is en zoekt verder. Hij vindt Rowan's sweater bij de oude kerk. Edward gaat bij Dr. Moss (Frances Conroy) langs om haar ook een paar dingen te vragen en ontdekt potten vol onvolgroeide baby's in haar huis.
Edward ontdekt dat ze Rowan willen gaan offeren voor een goede oogst en besluit haar te redden. Hij valt zuster Beech (Diane Delano) aan en steelt haar pak, het berenpak. Dan loopt hij met de optocht mee, waar iedereen met een dierenmasker rondloopt en danst. Uiteindelijk komen ze bij Rowan aan, die is vastgebonden aan een grote boom. Ze willen haar net verbranden als Edward de zuster met de fakkel neerslaat en Rowan losmaakt. Ze rennen samen het eiland door. Edward rent Rowan achterna, denkend dat zij een uitweg weet, maar Rowan leidt Edward weer terug naar de optocht, waar haar moeder tegen haar zegt dat ze het goed heeft gedaan. Edward beseft dat zijn zoektocht naar Rowan een val is en probeert te vluchten, maar de vrouwen krijgen hem makkelijk te pakken als blijkt dat de kogels uit zijn pistool zijn gehaald. Ze breken zijn benen en dragen hem dan naar een enorme Wilgenman, een enorme pop gemaakt van wilgen met een brandstapel onderaan, en hijsen hem omhoog naar het hoofd. Rowan steekt vervolgens  de pop aan en Edward verbrandt levend. Hij is opgeofferd voor een goede oogst, en Willow heeft hem alleen maar naar het eiland gelokt om hem te offeren. De zusters blijven tijdens zijn offer roepen: "De dar moet sterven!"
De film eindigt in een café, waar twee net afgestudeerde politieagenten een avond uit zijn. Zuster Willow en Zuster Honey (Leelee Sobieski) beginnen een gesprek met hen. Waarschijnlijk worden deze twee mannen ook naar het eiland gelokt en opgeofferd, net zoals Edward Malus. Als het beeld langzaam vervaagt en zwart wordt, hoor je nog even Edward schreeuwen in de Wilgenman.

### Twee eindes
The Wicker Man heeft twee eindes. Hier is het plot van het tweede einde:
Er zijn twee vrouwen die de benen van Edward Malus breken en te zien is hoe ze een masker met bijen op zijn hoofd plaatsen. Hij blijft vragen hoe zijn offer voor een betere oogst kan zorgen. Het einde met de politieagenten in de bar is er niet - de aftiteling begint zodra het brandende hoofd van de Wilgenman naar beneden valt.

## Rolverdeling
- Nicolas Cage als Edward Malus
- Kate Beahan als Zuster Willow Woodward
- Ellen Burstyn als Zuster Summersisle
- Leelee Sobieski als Zuster Honey
- Frances Conroy als Dr. Moss
- Molly Parker als Zuster Rose / Zuster Thorn
- Diane Delano als Zuster Beech
- Erika-Shaye Gair als Rowan Woodward
- James Franco en Jason Ritter als de twee jonge  politieagenten in de bar

## Ontvangst
The Wicker Man kreeg slechte recensies. Op Rotten Tomatoes gaf maar 14% een positieve beoordeling. De film kreeg vijf Razzie Awards-nominaties, waaronder slechtste Acteur (Nicolas Cage) en de slechtste remake. Maar een paar critici gaven een positieve reactie.